# Odontolabis gazella gazella
Odontolabis gazella gazella es una subespecie de coleóptero de la familia Lucanidae.

## Distribución geográfica
Habita en Tailandia, Malaya, Borneo, Sumatra y Balabac.